# Bạch Long Vĩ
Bạch Long Vĩ is een Vietnamees eiland in de Golf van Tonkin.
Het eiland ligt halverwege de stad Hải Phòng op het Vietnamese vasteland en het Chinese eiland Hainan. Het is een bestuurlijk district (Huyện) van de stad Hải Phòng. Bạch Long Vĩ is een is een belangrijk kweek- en oogstgebied voor viseieren. In het gebied rond Bạch Long Vĩ zijn meer dan 50 commerciële vissoorten te vinden.
De vertaling uit het Vietnamees van "Bach long Vi" is: "De staart van de witte draak". Deze naam voert terug op een oude Vietnamese legende. Volgens de legende, stuurden de goden een familie van draken om het land te helpen verdedigen tegen China. Deze familie van draken begon juwelen en jade uit te spuwen. Deze juwelen werden eilanden in de zee, die samen een verdediging vormden tegen de indringers. De mensen bleven hierdoor veilig en vormden wat later het land Vietnam werd.
Bạch Long Vĩ was tot de 20e eeuw onbewoond vanwege een gebrek aan natuurlijke hulpbronnen. In 1887 zorgde een overeenkomst tussen de Chinese Qing-dynastie en Frankrijk ervoor dat China het eiland afstond aan de Unie van Indochina (Protectoraat Annam), alhoewel dat tegen de wens van China was. In de Tweede Wereldoorlog werd Frans Indochina bezet door het Japans Keizerrijk. Na de oorlog vond de ontwapening van de Japanners in Vietnam plaats door de troepen van Chiang Kai-shek. In 1955 verdreef het Volksbevrijdingsleger het leger van Chiang Kai-shek en werd het eiland Bạch Long Vĩ overgedragen aan Noord-Vietnam. Sindsdien erkent China de soevereiniteit van Vietnam over het eiland en zijn er geen territoriale geschillen over dit gebied.